# Ércfalva
Ércfalva (1899-ig Rudlyó, szlovákul: Rudlov) község Szlovákiában, az Eperjesi kerület Varannói járásában.

## Fekvése
Varannótól 10 km-re északnyugatra, az Eperjes-Tokaji-hegység északkeleti oldalán fekszik.

## Története
A település a 14. század közepén a német jog alapján keletkezett, 1402-ben említik először. Alapítója egy Rudlo nevű soltész volt. A 15. század második felében még mintegy 15 háztartása létezett, de lakói nem sokkal később elköltöztek. 1493-ban csak egy háztartás volt a községben. A 15. században és a 16. század elején a Rozgonyi család birtokában állt. A csicsvai váruradalom része volt, később a varrannói uradalom része lett. 1524-ben a Báthori család szerzett birtokot a községben. A 16. század első felében új ruszin telepesek érkeztek, akiket a vlach jog alapján telepítettek ide. 1567-ben a királyi adószedőknek 2 portáig adózott, két zsellércsalád és egy szabad nem fizetett adót. 1582-ben 5 portáig adózott. 1600-ban a soltész házán, a templomon és a plébánián kívül 21 adózó háztartása volt. A közepes nagyságú falvak közé tartozott. 1610-ben 25 portával adózott. 1623-ban 6 vlach háztartása és 2 zsellér háztartása volt. A 17. században a Nádasdy, Nyáry, Eszterházi és Drugeth családok tulajdonában állt. 1715-ben 16, 1720-ban 18 háztartása volt. A faluban malom is állt, a környező hegyekben pedig vasércet bányásztak. 1787-ben 55 házában 420 lakos élt.
A 18. század végén Vályi András így ír róla: „RUDLYO. Tót falu Zemplén Várm. földes Ura Gróf Forgách Uraság, lakosai ó hitüek, fekszik Sókúthoz nem meszsze, mellynek filiája; határja hegyes, köves, három nyomásbéli, zabot bőven terem, erdeje is van, egyebe szűken van.”
1831-ben súlyos kolerajárvány pusztított mely 54 áldozatot követelt.
Fényes Elek 1851-ben kiadott geográfiai szótárában így ír a faluról: „Rudlyó, tót falu, Zemplén vmegyében, a Szimonka hegy alatt, a Tapoly völgyében, ut. p. Eperjes. Határa 2700 holdat tehet, mellyből 1700 hold erdő, 1000 szántó és kevés rét. Ebből 15 2/8 urbéri telek után birnak a lakosok 470 holdat, a többi majors. birtoka gr. Forgách Máriának, gr. Forgách Zsigmond nejének. – Földei lassan emelkedő dombokon terülnek el, a zabot legjobban szeretik, de más gabonanemet is megteremnek. Lakja 50 romai, 350 g. kath., 5 evang., 10 zsidó lak., kik a vidékbeli lakosoknál szorgalmasabb és vagyonosabb emberek. Van g. kath. paroch. temploma, szeszgyára, s egy csekély patakmalma.”
1869-ben 439 lakosa volt. A század végén sok lakosa vándorolt ki a tengerentúlra.
Borovszky Samu monográfiasorozatának Zemplén vármegyét tárgyaló része szerint: „Érczfalva, azelőtt Rudlyó, régebben Rődelfalva is. Tót kisközség 70 házzal és 323, nagyobbára gör. kath. vallású lakossal. Postája Sókút, távírója és vasúti állomása Varannó. Hajdan tót (Rudlio) s most megmagyarosított nevét a hegyében rejlő vasércztől vette. A mogyorósi vár tartozéka volt és 1402-ben, a mikor a Rozgonyiak voltak az urai, Rődelfalva néven is szerepelt. 1585-ben a varannai uradalom tartozéka, s ettől kezdve a Báthoryak, a Drugethek s a Nyáryak az urai. 1684-ben Klobusitzky Pált és Ugrai Katát is egyes részeibe iktatják. 1774-ben Zichy Terézia is birtokosaként szerepel, 1810-ben özv. gróf Forgách Juliánna birtoka volt, az 1860-as évek végén vétel útján gróf Coudenhove Ferencz szerezte meg, s most is gróf Coudenhove Henriknek van itt nagyobb birtoka. 1663-ban itt is dúlt a pestis és 1831-ben a kolera, és itt is kiütött a pórlázadás. Gör. kath. temploma nagyon régi, de 1814-ben ujjáépítették.”
1920 előtt Zemplén vármegye Varannói járásához tartozott.

## Népessége
| Év:            | 1994. | 2004.   | 2014.   | 2024.  |
| -------------- | ----- | ------- | ------- | ------ |
| Emberek száma: | 586   | 638     | 680     | 731    |
| Eltérés:       |       | +8,87 % | +6,58 % | +7,5 % |

| Év:            | 2023. | 2024.   |
| -------------- | ----- | ------- |
| Emberek száma: | 729   | 731     |
| Eltérés:       |       | +0,27 % |

1910-ben 290-en, többségében szlovák anyanyelvűek lakták, jelentős magyar kisebbséggel.
2001-ben 648 lakosából 628 szlovák és 11 cigány volt.
2011-ben 655 lakosából 581 szlovák és 67 cigány.

## Neves személyek
- Itt született Dobránszky Adolf (1817-1901) író, történész, ruszin nemzetiségi aktivista. A Bach-korszakban Ung, Bereg, Ugocsa és Máramaros vármegyék főispánja.